# شوح ماريزي
شوح ماريزي (الاسم العلمي:Abies mariesii) هو نوع من النباتات يتبع جنس الشوح من الفصيلة الصنوبرية.